# سد ناواهو
سد ناواهو (انگلیسی: Navajo Dam) سدی بر روی رودخانه سن خوان، شاخه ای از رودخانه کلرادو، در شمال غربی نیومکزیکو در ایالات متحده است. این سد خاکی با ۱۲۳ متر ارتفاع در دامنه کوه‌های سان خوان در حدود ۷۱ کیلومتری بالادست و شرق فارمینگتون، نیومکزیکو واقع شده‌است.
این سد در دهه ۱۹۶۰ توسط اداره احیای ایالات متحده برای کنترل سیل، آبیاری، تأمین آب خانگی و صنعتی و ذخیره‌سازی آن برای خشکسالی ساخته شد. یک نیروگاه برق آبی کوچک نیز در دهه ۱۹۸۰ اضافه شد.
این سد یکی از ساختارهای اصلی پروژه ذخیره‌سازی رودخانه کلرادو است که برای تنظیم منابع آب در کل حوضه رودخانه کلرادو طراحی شده‌است. مخزن آن، دریاچه ناواهو، یک منطقه تفریحی محبوب و یکی از بزرگ‌ترین پهنه‌های آبی در نزدیکی نیومکزیکو است که بخش بالایی آن تا کلرادو امتداد دارد.

## مشخصات
ناواهو یک سد خاکی است که از سه ناحیه متفاوت شنی، ماسه ای و خاک رس تشکیل شده‌است. سد ۴۰۲ فوت (۱۲۳ متر) ارتفاع و ۳٬۶۴۸ فوت (۱٬۱۱۲ متر) طول دارد و عرض آن در پایه ۲٬۵۶۶ فوت (۷۸۲ متر) و ۳۰ فوت (۹٫۱ متر) در تاج می‌باشد. این سد دارای ظرفیت ۲۰۵۲۰۰۰۰ مترمکعب ذخیره‌سازی بوده و ارتفاع تاج سد ۱۸۶۲ متر بالاتر از سطح دریا است.
این سد دریاچه ناواهو را تشکیل می‌دهد که یکی از بزرگ‌ترین دریاچه‌های نیومکزیکو و کلرادو با مساحت ۶۳۲۰ هکتار می‌باشد. دریاچه ناواهو تا ۳۵ مایل (۵۶ کیلومتر) به سمت رودخانه سان خوان، ۱۳ مایل (۲۱ کیلومتر) به سمت رودخانه لوس پینوس (رود کاج) و ۴ مایل (۶٫۴ کیلومتر) به سمت رودخانه پیدرا ادامه پیدا می‌کند. ظرفیت دریاچه ناواهو ۲٫۱۱ کیلومتر مکعب است که ۱٫۲۸ کیلوتر مکعب از آن یا ۶۰٫۶ درصد، ب عنوان حجم ذخیره‌سازی فعال یا قابل استفاده در نظر گرفته می‌شود. 
تا قبل از ساخت سد، جریان رودخانه سان خوان در هنگام ذوب برف در بهار و بارش باران‌های موسمی تابستانی، بسیار زیاد بود و در زمان‌های دیگر سال نیز طغیان می‌کرد. این سد جریان آب ثابتی را در طول سال فراهم کرده‌است که به نفع تأمین آب، تفریح و کنترل سیلاب است.
حجم آبی معادل ۳۷ متر مکعب در ثانیه از طریق یک نیروگاه برق آبی ۳۲ مگاواتی که متعلق به شهر فارمینگتون است، به رودخانه سان خوان رها می‌شود.
برق این نیروگاه به حدود ۳۷۰۰۰ مشتری در شمال غربی نیومکزیکو خدمت رسانی می‌کند و میانگین تولید آن ۱۳۵۲۲۶۰۰۰ کیلووات ساعت برای دوره ۱۹۸۹–۱۹۹۹ بوده‌است.

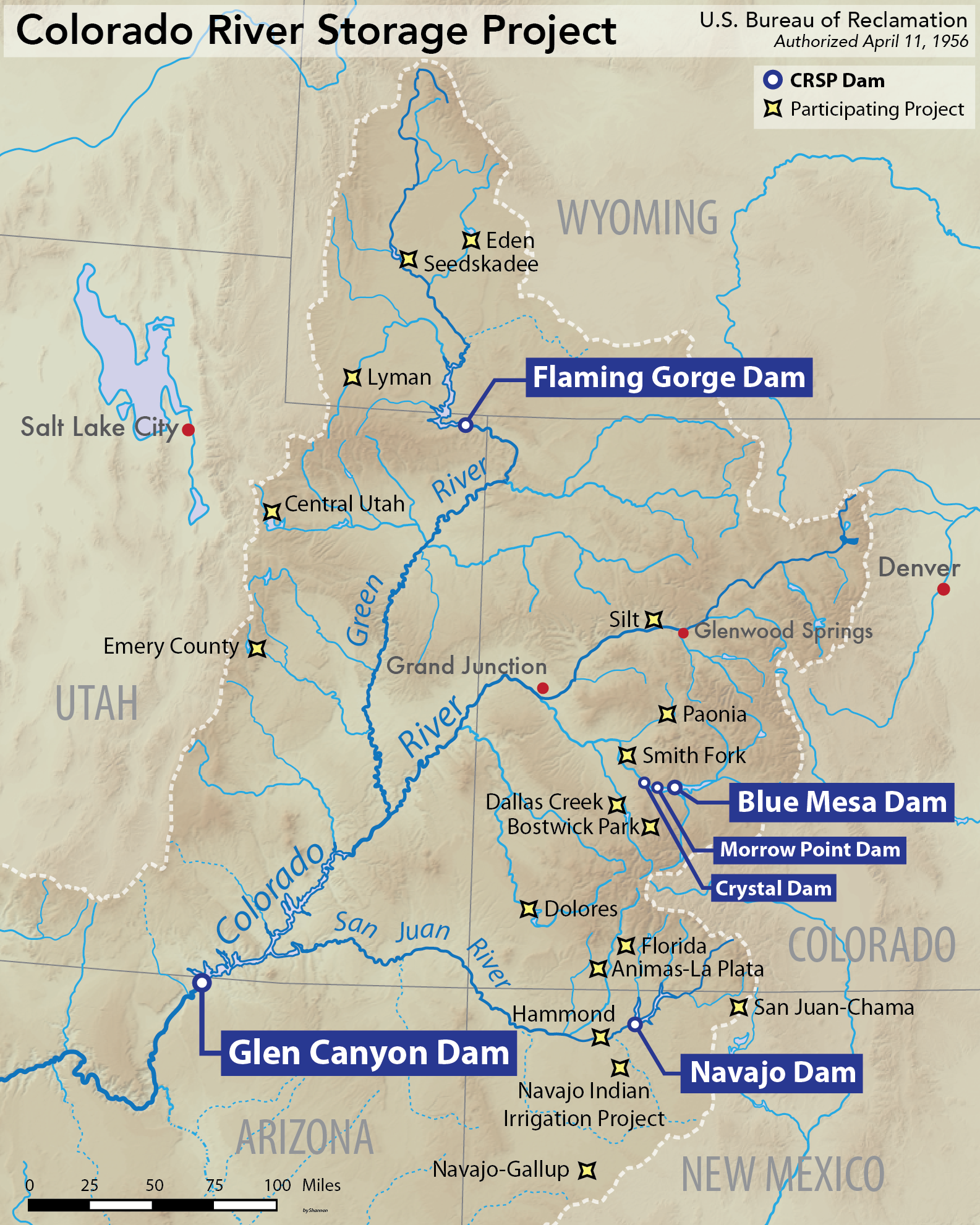
نقشه پروژه ذخیره‌سازی رودخانه کلرادو

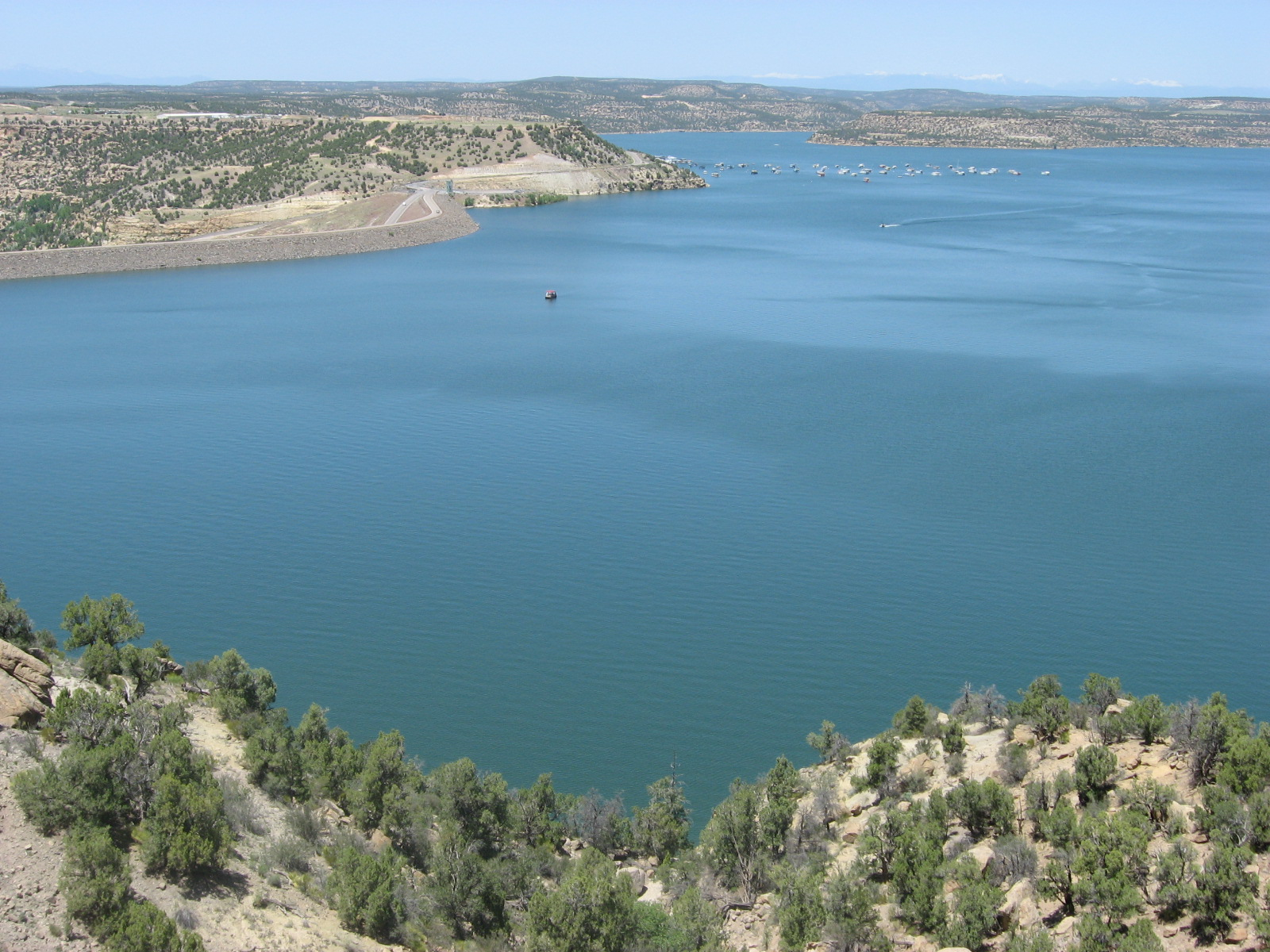
دریاچه ناواهو و قسمت پشتی سد ناواهو